# Кудобинцы
Кудобинцы (укр. Кудобинці) — село в Зборовской городской общине Тернопольского района Тернопольской области Украины.
Код КОАТУУ — 6122686005. Население по переписи 2001 года составляло 396 человек.
До 2020 года входило в Зборовский район.

## Географическое положение
Село Кудобинцы находится на правом берегу реки Восточная Стрыпа,
выше по течению на расстоянии в 2 км расположено село Кудиновцы,
ниже по течению на расстоянии в 2 км расположено село Тустоголовы.
Через село проходит автомобильная дорога Т-2013.

## История
- 1598 год — дата основания.